# Тараз (футбольный клуб)
«Тара́з» — казахстанский футбольный клуб из одноимённого города, Жамбылская область. Основан в 1960 году. Домашние матчи проводит на Центральном стадионе, вмещающем 12 525 зрителей. В сезоне 2018 занял второе место в Первой лиге и вернулся в Премьер-лигу.

## История названий
| Годы       | Название    |
| ---------- | ----------- |
| 1961—1966  | «Металлист» |
| 1967—1968  | «Восход»    |
| 1968—1970  | «Энергетик» |
| 1971—1974  | «Алатау»    |
| 1975—1991  | «Химик»     |
| 1992—1993  | «Фосфор»    |
| 1993—н. в. | «Тараз»     |

## «Тараз» в сезоне 2012
28 декабря 2011 года на пост главного тренера «Тараза» был назначен сербский специалист, победитель кубка европейских чемпионов 90/91 Любомир Петрович. Под руководством Петровича «Тараз» занял 4-е место.
26 сентября 2012 года руководство клуба объявило об отказе от участия в чемпионате Казахстана и выходе из состава Федерации футбола Казахстана. Причиной послужило решение Федерации футбола Казахстана назначить переигровку матча Премьер-лиги Казахстана «Тараз» «Тобол» — 1:0, состоявшегося 24 сентября 2012 года. Футбольный клуб «Тобол» подал жалобу на предвзятое судейство, в результате чего рефери Сергей Пасько был дисквалифицирован пожизненно, один из лайнсменов — до конца сезона, результат матча аннулирован и назначена переигровка. В жалобе было указано, что С. Пасько ошибочно назначил пенальти в ворота ФК «Тобол», а в конце матча ошибочно отменил гол в ворота «Тараза» из-за положения «вне игры».
3 октября 2012 года Апелляционный комитет ФФК отменил решение Контрольно-дисциплинарного комитета об аннулировании итогов матча между командами «Тобол» и «Тараз» и последующей переигровке, объясняя тем, что «Тобол» нарушил порядок подачи протеста (ст. 145 Дисциплинарного регламента ФФК)
Сезон футбольный клуб «Тараз» завершил на четвёртом месте.

## «Тараз» в сезоне 2013
14 мая 2013 года Петрович был отправлен в отставку. Временно исполнял обязанности главный тренер дублирующего состава Нурмат Мирзабаев.
8 июня 2013 года главным тренером «Тараза» стал голландский специалист, ранее возглавлявший сборную Казахстана и футбольный клуб «Астана». Потом его уволили из-за плохих результатов.

## Результаты выступлений

### Чемпионат Казахстана
| Год  | Лига            | Место | И  | В  | Н  | П  | Мячи  | Бомбардиры                                        |
| ---- | --------------- | ----- | -- | -- | -- | -- | ----- | ------------------------------------------------- |
| 1992 | Высший дивизион | 5     | 34 | 18 | 6  | 10 | 55-36 | М. Сыздыков, О. Литвиненко — по 11                |
| 1993 | Высший дивизион | 14    | 48 | 26 | 8  | 14 | 92-65 | А. Шмариков — 28                                  |
| 1994 | Высший дивизион | 8     | 30 | 12 | 7  | 11 | 42-34 | О. Литвиненко — 20                                |
| 1995 | Высший дивизион | 2     | 30 | 20 | 2  | 8  | 61-34 | Н. Мазбаев — 19                                   |
| 1996 | Высший дивизион | 1     | 34 | 23 | 7  | 4  | 56-14 | Г. Кайназаров — 12                                |
| 1997 | Высший дивизион | 2     | 27 | 18 | 2  | 7  | 49-19 | Н. Мазбаев — 16                                   |
| 1998 | Высший дивизион | 10    | 26 | 7  | 6  | 13 | 33-35 | В. Айрих — 9                                      |
| 1999 | Высший дивизион | 14    | 30 | 6  | 5  | 19 | 25-64 | М. Тлешев — 6                                     |
| 2000 | Высший дивизион | 12    | 28 | 7  | 5  | 16 | 22-47 | Б. Кенчимов, А. Миронов — по 3                    |
| 2001 | Высший дивизион | 15    | 32 | 6  | 3  | 23 | 26-57 | Д.Назаров, В.Яковлев, Т.Сисенов, В.Вальтер — по 4 |
| 2002 | Первая лига     | 4     | 24 | 13 | 5  | 6  | 26-21 |                                                   |
| 2003 | Суперлига       | 12    | 32 | 10 | 4  | 18 | 35-45 | Д. Назаров — 10                                   |
| 2004 | Суперлига       | 7     | 36 | 16 | 11 | 9  | 35-23 | О. Мочуляк — 8                                    |
| 2005 | Суперлига       | 11    | 30 | 10 | 6  | 14 | 32-36 | Н. Мазбаев — 11                                   |
| 2006 | Суперлига       | 10    | 30 | 9  | 6  | 15 | 32-34 | В. Кренделев, О. Мочуляк — по 8                   |
| 2007 | Суперлига       | 16    | 30 | 3  | 6  | 21 | 18-50 | А. Шапурин — 4                                    |
| 2008 | Первая лига     | 2     | 26 | 19 | 4  | 3  | 61-14 |                                                   |
| 2009 | Премьер-лига    | 8     | 26 | 9  | 6  | 11 | 37-36 | С. Епуряну — 7                                    |
| 2010 | Премьер-лига    | 9     | 32 | 9  | 10 | 13 | 36-40 | М.Йованович, А.Землянухин — по 7                  |
| 2011 | Премьер-лига    | 9     | 32 | 10 | 5  | 17 | 30-39 | Н.Йованович — 7                                   |
| 2012 | Премьер-лига    | 4     | 26 | 14 | 4  | 8  | 32-30 | М.Лечич — 7                                       |
| 2013 | Премьер-лига    | 10    | 32 | 7  | 9  | 16 | 30-38 | Обиора Эммануэль Одита — 5                        |
| 2014 | Премьер-лига    | 11    | 32 | 9  | 7  | 16 | 32-45 | М. Тлешев, А. Щёткин — по 7                       |
| 2015 | Премьер-лига    | 9     | 32 | 10 | 8  | 14 | 25-33 | А. Пищур — 9                                      |
| 2016 | Премьер-лига    | 11    | 32 | 10 | 5  | 17 | 33-42 | М. Мане — 13                                      |
| 2017 | Премьер-лига    | 11    | 33 | 8  | 8  | 17 | 29-50 | Б. Зайнутдинов — 7                                |
| 2018 | Первая лига     | 2     | 33 | 19 | 10 | 4  | 61-27 | А. Таубай, С.Турсынбай, А. Сулей — 7              |
| 2019 | Премьер-лига    | 10    | 33 | 7  | 8  | 18 | 28-60 | С. Ньюадзи, Э. Лобжанидзе — 8                     |
| 2020 | Премьер-лига    | 8     | 20 | 5  | 8  | 7  | 19-23 | Т. Силва — 4                                      |
| 2021 | Премьер-лига    | 10    | 26 | 7  | 8  | 11 | 27-34 | П. Эужениу — 7                                    |
| 2022 | Премьер-лига    | 12    | 26 | 6  | 10 | 10 | 27-29 | А. Жумабек — 8                                    |
| 2023 | Первая лига     | 11    | 28 | 9  | 4  | 15 | 47-57 | Б. Рахмет — 11                                    |
| 2024 | Первая лига     | 8     | 28 | 12 | 5  | 11 | 37-34 |                                                   |

### Кубок Казахстана
| Год       | Этап            |                                                   |
| --------- | --------------- | ------------------------------------------------- |
| 1992      | ФИНАЛ           | «Кайрат»(г. Алматы) — «Фосфор» — 5:1(2:0)         |
| 1993      | ФИНАЛ           | «Достык»(г. Алматы) — «Тараз» — 4:2               |
| 1994      | 1/16 финала     | «Елимай»(г. Семипалатинск) — «Тараз» — 1:0(2:3)   |
| 1995      | 1/2 финала      | «Тараз» — «Елимай»(г. Семипалатинск) — 2:1(1:0)   |
| 1996/1997 | 1/4 финала      | «Тараз» — «Иртыш»(г. Павлодар) — 2:2(0:1)         |
| 1997/1998 | 1/8 финала      | «Батыр»(Экибастуз) — «Тараз» — 3:1(1:2)           |
| 1998/1999 | 1/8 финала      | «Тараз» — «Тобол»(г. Костанай) — 1:0(-/+) отказ.  |
| 1999/2000 | 1/8 финала      | «Кайрат»(г. Алматы) — «Тараз» +/-(отказ)          |
| 2001      | 1/8 финала      | «Тараз» — «Кайрат»(г. Алматы) — 1:2(0:1)          |
| 2002      | 1/16 финала     | «Батыс»(г. Уральск) — «Тараз» — 0:0(3:2)          |
| 2003      | 1/16 финала     | «Тараз» — «Женис»(г. Астана) — 0:1                |
| 2004      | КУБОК           | «Тараз» — «Кайрат»(г. Алматы) — 1:0               |
| 2005      | 1/2 финала      | «Тараз» — «Кайрат»(г. Алматы) — 2:1(1:2)          |
| 2006      | 1/8 финала      | «Алма-Ата»(г. Алматы) — «Тараз» — 3:2             |
| 2007      | 1/8 финала      | «Тараз» — «Тобол»(г. Костанай) — 1:4              |
| 2008      | 1/16 финала     | «Тараз» — «Кайрат»(г. Алматы) — 0:2               |
| 2009      | 1/4 финала      | «Тараз» — «Жетысу»(г. Талдыкорган) — 0:1          |
| 2010      | 1/4 финала      | «Локомотив»(г. Астана) — «Тараз» — 1:0            |
| 2011      | 1/2 финала      | «Тараз» — «Ордабасы»(г. Шымкент) — 3:1(0:3)       |
| 2012      | 1/8 финала      | «Тараз» — «Жетысу»(г. Талдыкорган) — 0:2 (1:1)    |
| 2013      | ФИНАЛ           | «Шахтёр» (г. Караганда) — «Тараз» — 1:0 (0:0)     |
| 2014      | 1/4 финала      | «Актобе» — «Тараз» — 2:1                          |
| 2015      | 1/4 финала      | «Тараз» — «Кайрат»(г. Алматы) — 1:4               |
| 2016      | 1/8 финала      | «Окжетпес»(г. Кокшетау) — «Тараз» — 2:1           |
| 2017      | 1/8 финала      | «Кайрат»(г. Алматы) — «Тараз» — 2:0               |
| 2018      | 1/8 финала      | «Тараз» — «Иртыш»(г. Павлодар) — 0:1              |
| 2019      | 1/4 финала      | «Ордабасы»(г. Шымкент) — «Тараз» — 1:0            |
| 2020      |                 | Отменённый розыгрыш Кубка из-за пандемии COVID-19 |
| 2021      | 1/4 финала      | «Тараз» — «Шахтёр» (г. Караганда) — 0:0(1:3)      |
| 2022      | 1/2 финала      | «Акжайык» (г. Уральск) — «Тараз» — 5:3            |
| 2023      | Групповой раунд | «Арыс» — «Тараз» — 1:0                            |
| 2023      | Групповой раунд | «Тараз» — «Женис» (г. Астана) — 2:2               |
| 2023      | Групповой раунд | « Елимай» (г. Семей) — «Тараз» — 2:0              |
| 2024      | 1/8 финала      | «Тараз» — «Ордабасы»(г. Шымкент) — 0:2            |

#### Советский период
В 1961—1991 — участник 31 чемпионата СССР (класс Б — 10 сезонов, вторая лига — 21). В 1101 матче +464=267-370, мячи 1524—1264. Лучшее место — 2 (1971, 1973, 1986).
Самая крупная победа — 8:0 («Авангард», Петропавловск, 1969).
Самое крупное поражение — 1:8 («Свердловец», Ташкентская обл., 1967).
В 7 розыгрышах Кубка СССР в 13 матчах +6=1-6, мячи 14-15. Высшее достижение — выход в 1/16 финала (1991/92).

#### Казахстанский период
С 1992 — участник 17 сезонов в Премьер-лиге Казахстана: В 535 матчах: 209 побед, 100 ничьих и 226 поражений. Разница мячей: 686—669.
Самая крупная победа — 9:0 «Мунайшы», 1993.
Самое крупное поражение — 0:7 «Женис», Астана, 1999.

### Фарм-клуб
В 2003—2007 годах у «Тараза» существовал фарм-клуб — «Жамбыл», принимавший участие в Первой лиге и Кубке Казахстана.
В 2008 году «Тараз» играл в Первой лиге. Вернулся в высший дивизион.
В 2009—2010 годах во Второй лиге и Кубке Казахстана город Тараз также представляла команда, носившая названия ОСШИОСД (в 2009 году) и «Лашын» (в 2010). С 2011 года стала представлять город Каратау, продолжая играть в этих турнирах до 2015 года включительно.
В 2016—2020 годах во Второй лиге играла команда «Тараз U-21». С 2021 года в Первой лиге играет «Тараз-Каратау», во Второй лиге — «Тараз-М».

## Стадион
Матчи проводит на стадионе «Центральный», в прошлом «Химик», города Тараза (Джамбула). Стадион представляет собой овальное сооружение. 4 трибуны: северная, западная, южная и восточная. Построен в 1976 году, размеры игрового поля — 106×68 м, вместимость трибун — 12.525 мест, пластиковые сиденья.
Центральный стадион был построен в 1966 году. В 2013 году началась реконструкция стадиона. Построили навес над 50 % трибун, проводится улучшение освещения. Сделан косметический ремонт.

## Символика

### Клубные цвета
| Белый | Синий |

### Форма

#### Домашняя
|  | 2013 | 2014 | 2015 | 2016 | 2017–2018 | 2019 | 2020 | 2021 | 2022 | 2023 | 2024 |

#### Гостевая
|  | 2013 | 2014 | 2015 | 2016 | 2017–2018 | 2019 | 2020 | 2021 | 2022 | 2023 | 2024 |

#### Резервная
| 2021 |

## Достижения

### Клуб
Чемпионат Казахстана
- Чемпион: 1996
- Серебряный призёр (2): 1995, 1997.

Кубок Казахстана
- Обладатель: 2004
- Финалист (3): 1992, 1993, 2013

Первая лига
- Серебряный призёр (2): 2008, 2018

### Игроки
Футболист года:
- Олег Воскобойников (3) — 1996, 1997, 1998.

Бомбардир Премьер-лиги:
- Александр Шмариков — 1993;
- Олег Литвиненко — 1994;
- Нуркен Мазбаев — 1997.

## Тренерский штаб и игроки

### Тренерский штаб
| Должность                  | Имя                             |
| -------------------------- | ------------------------------- |
| Директор клуба             | Ахметов Жандос Куанышевич       |
| Спортивный директор        | Ниязымбетов Азамат Кенесбекович |
| Главный тренер             | Нуркен Мазбаев                  |
| Ассистент главного тренера | Нурмат Нарманович Мирзабаев     |
| Тренер ОПФ                 | Елеусинов Ерлан Умирзакович     |
| Тренер                     | Анарметов Азиз Абдырашитович    |
| Тренер вратарей            | Ольхов Александр Юрьевич        |
| Врач                       | Ахматхон Искандаров             |
| Массажист                  | Алексей Бельский                |
| Администратор              | Бахытжан Рымтаев                |
| Менеджер                   | Бакберген Турсынбаев            |

### Основной состав
| 1  | Флаг Казахстана | Вр  | Еркебулан Рахметулла | 2002 |  |  |  |  |  |
| 77 | Флаг Казахстана | Вр  | Даулет Затыбеков     | 2002 |  |  |  |  |  |
|    |                 |     |                      |      |  |  |  |  |  |
| 3  | Флаг Казахстана | Защ | Азамат Еркинбек      | 2002 |  |  |  |  |  |
| 14 | Флаг Казахстана | Защ | Азамат Ерден         | 2006 |  |  |  |  |  |
| 15 | Флаг Казахстана | Защ | Адилет Омей          | 2006 |  |  |  |  |  |
| 18 | Флаг Казахстана | Защ | Давранбек Сеитов     | 2003 |  |  |  |  |  |
|    |                 |     |                      |      |  |  |  |  |  |
| 2  | Флаг Казахстана | ПЗ  | Едилжайык Махмеджан  | 2006 |  |  |  |  |  |
| 5  | Флаг Казахстана | ПЗ  | Ерасыл Кеулимжай     | 2002 |  |  |  |  |  |
| 6  | Флаг Казахстана | ПЗ  | Диас Лесбек          | 2004 |  |  |  |  |  |

| 8  | Флаг Казахстана | ПЗ | Муслим Жумат         | 2004 |  |  |  |  |  |
| 9  | Флаг Казахстана | ПЗ | Улугбек Хайтмуратов  | 2001 |  |  |  |  |  |
| 11 | Флаг Казахстана | ПЗ | Бауыржан Рахмет      | 2003 |  |  |  |  |  |
| 12 | Флаг Казахстана | ПЗ | Жандос Умирзаков     | 2004 |  |  |  |  |  |
| 13 | Флаг Казахстана | ПЗ | Нурдаулет Байбосынов | 2004 |  |  |  |  |  |
| 19 | Флаг Казахстана | ПЗ | Нурдаулет Орынбасар  | 2007 |  |  |  |  |  |
| 21 | Флаг Казахстана | ПЗ | Димаш Серикулы       | 2006 |  |  |  |  |  |
| 22 | Флаг Казахстана | ПЗ | Мирас Жаксымбетов    | 2003 |  |  |  |  |  |
|    |                 |    |                      |      |  |  |  |  |  |

## Главные тренеры клуба
- Ротт, Евгений Петрович (1961—1962)
- Пётр Зенкин (1963—1966)
- Игорь Свешников (1967—1969)
- Курунбаев, Алим Д. (1970)
- Леонид Остроушко (1971—1972)
- Ротт, Евгений Петрович (1972, с июня)
- Евгений Кузнецов (1973 — июль 1979)
- Юрий Полянский (июль 1979 — май 1984)
- Виктор Катков (май 1984—1985)
- Курбан Бердыев (1986—1989)
- Ваит Талгаев (1990—1992)
- Вячеслав Хван (1993)
- Виталий Марьянков (1993—1994)
- ? (1995)
- Ваит Талгаев (август 1996—1997)
- Болатбек Джуасбаев (1998)
- Вячеслав Хван (1999, до августа)
- Вахид Масудов (август 1999 — май 2000)
- Алаш Утеушев (2000, с июня)
- Юрий Хакимов (2001)
- Аскар Кушикбаев (2002)
- Вячеслав Солохо (2003, до июня)
- Сергей Тагиев (июнь — июль 2003)
- Владимир Гулямхайдаров (2003, с августа)
- Юрий Коньков (2004—2005)
- Сергей Тагиев (2006 — май 2007)
- Аскар Кушикбаев (2007, с мая)
- Владимир Фомичёв (2008—2009)
- Ойрат Садуов (2010, до июня)
- Игорь Урсаки (2010, с июня)
- Дмитрий Огай (август — декабрь 2010)
- Анатолий Бельский (октябрь — ноябрь 2010, врио)[4]
- Нуркен Мазбаев (2011)
- Ваит Талгаев (2011)
- Любомир Петрович (2012 — май 2013)
- Арно Пайперс (2013—2014)
- Нурмат Мирзабаев (и. о., апрель — июнь 2014)
- Евгений Яровенко (2014—2015)
- Нурмат Мирзабаев (январь — май 2016)
- Юрий Максимов (май — ноябрь 2016)
- Ваит Талгаев (2017 — май 2018)
- Нуркен Мазбаев (май — декабрь 2018)
- Вахид Масудов (2019)
- Нурмат Мирзабаев (и. о., сентябрь — декабрь 2019)
- Владимир Никитенко (2020)
- Вардан Минасян (2021)
- Нуркен Мазбаев (с 2022)